# Pieńsk (gromada 1954)
Pieńsk – dawna gromada, czyli najmniejsza jednostka podziału terytorialnego Polskiej Rzeczypospolitej Ludowej w latach 1954–1972.
Gromady, z gromadzkimi radami narodowymi (GRN) jako organami władzy najniższego stopnia na wsi, funkcjonowały od reformy reorganizującej administrację wiejską przeprowadzonej jesienią 1954 do momentu ich zniesienia z dniem 1 stycznia 1973, tym samym wypierając organizację gminną w latach 1954–1972.
Gromadę Pieńsk z siedzibą GRN w Pieńsku (wówczas wsi) utworzono – jako jedną z 8759 gromad na obszarze Polski – w powiecie zgorzeleckim w woj. wrocławskim, na mocy uchwały nr 34/54 WRN we Wrocławiu z dnia 2 października 1954. W skład jednostki wszedł obszar dotychczasowej gromady Pieńsk ze zniesionej gminy Pieńsk w tymże powiecie. Dla gromady ustalono 27 członków gromadzkiej rady narodowej.
13 listopada 1954, po pięciu tygodniach, gromadę Pieńsk zniesiono w związku z nadaniem jej statusu osiedla. 18 lipca 1962 osiedle Pieńsk otrzymało status miasta. 1 stycznia 1973 w powiecie zgorzeleckim reaktywowano gminę Pieńsk.
Uwaga: W 1954 roku w powiecie zgorzeleckim funkcjonowały dwie jednostki o nazwie gromada Pieńsk – drugą była gromada Pieńsk.